# Sadovače
Sadovače su naseljeno mjesto u općini Vitez, Federacija Bosne i Hercegovine, BiH.

## Stanovništvo

### 1991.
Nacionalni sastav stanovništva 1991. godine, bio je sljedeći:
ukupno: 455
- Muslimani - 270
- Hrvati - 182
- ostali, neopredijeljeni i nepoznato - 3

### 2013.
Nacionalni sastav stanovništva 2013. godine, bio je sljedeći:
ukupno: 412
- Bošnjaci - 313
- Hrvati - 97
- ostali, neopredijeljeni i nepoznato - 2